# Grijswangmiersluiper
De grijswangmiersluiper (Euchrepomis callinota) is een vogel uit de familie Thamnophilidae (miervogels). 

## Verspreidingsgebied
De grijswangmiersluiper komt voor van Costa Rica tot Peru en de Guiana's. Er zijn vier ondersoorten:
- E. c. callinota: van Costa Rica tot noordelijk Peru.
- E. c. peruviana: centraal Peru.
- E. c. venezuelana: noordwestelijk Venezuela.
- E. c. guianensis: Guyana en Suriname.

## Status
De grootte van de populatie is in 2022 geschat op 50.000-500.000 volwassen vogels. Op de Rode lijst van de IUCN heeft deze soort de status niet bedreigd.